# 瓦伦丁尼安三世
弗拉维乌斯·普拉西狄乌斯·瓦伦提尼安努斯（Flavius Placidus Valentinianus），或称瓦伦提尼安三世 （Valentinian Ⅲ）（419年7月2日—455年3月16日），罗马帝国西部皇帝，425年－455年在位。
他在位三十年，是西罗马在位时间最长的皇帝，但是始终生活在母亲普拉西提阿和权臣埃提乌斯的阴影中。史上对其评价不高，认为其缺乏执政能力。在他在位期间，罗马失去了北非的领土，但是也在沙隆会战中击败了匈人王阿提拉。

## 家庭与早年经历
瓦伦提尼安三世出生于419年帝国西部首都拉韦纳。他是瓦伦提尼安大帝的曾外孙、狄奥多西大帝的孙子。他的母亲是西部皇帝霍诺留之妹加拉·普拉西提阿，父亲是战功卓著的将领君士坦提乌斯三世。
421年，君士坦提乌斯三世去世。422年，由于与霍诺留不和，他的母亲普拉西提阿带着他前往帝国东部，投奔了他的表兄、东部皇帝狄奥多西二世。
423年，霍诺留去世，西部宫廷推举首席书记官约安尼斯继位为帝。而普拉西提阿说服了狄奥多西二世支持瓦伦提尼安的宣称。424年，狄奥多西二世任命他为西部副皇帝，又派出军队支持他返回罗马。425年5月，东罗马军队击败并杀死了约安尼斯。10月，瓦伦提尼安在罗马登基。

## 统治

### 太后摄政（425—437）

#### 初期

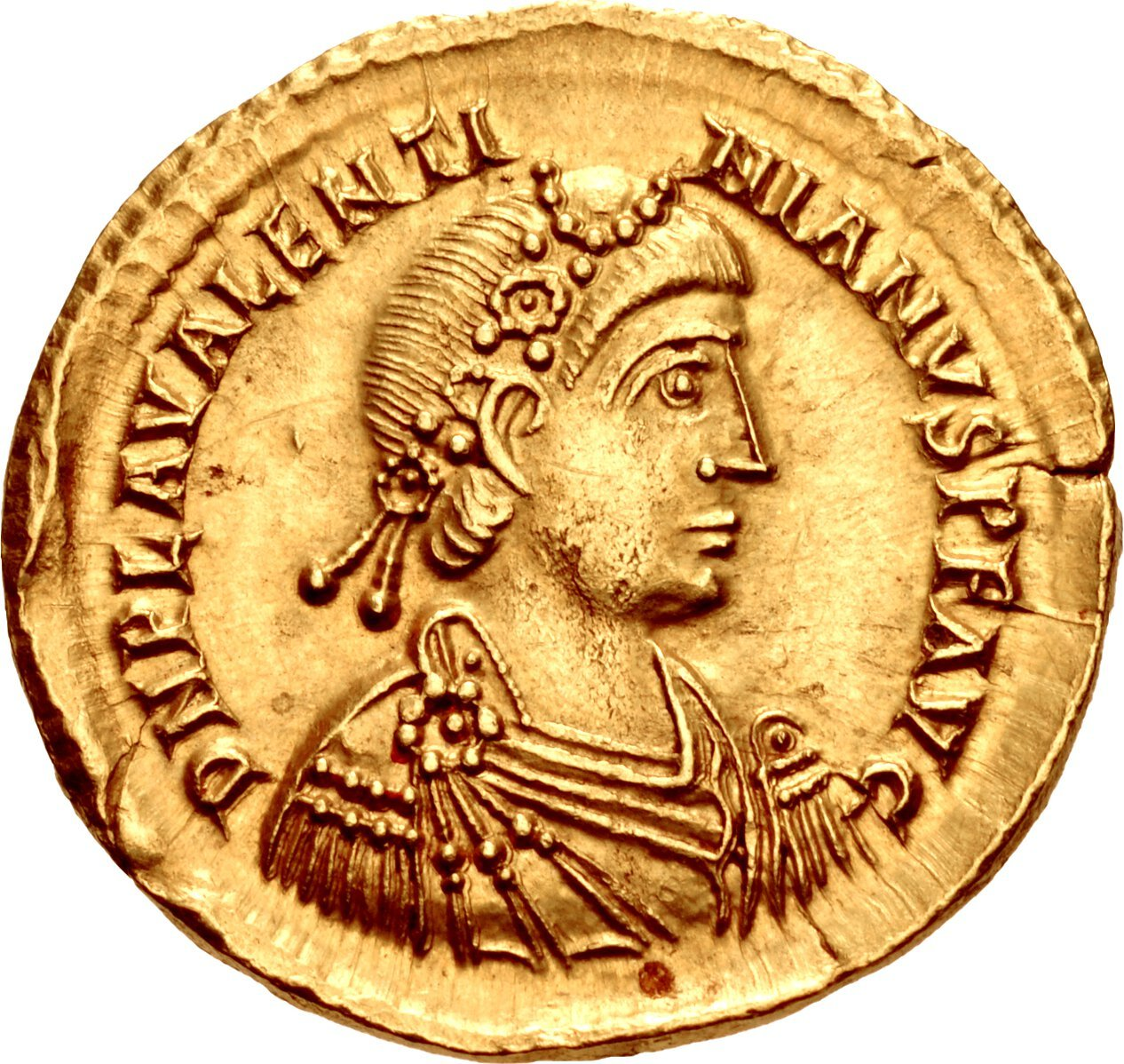
印有瓦伦提尼安三世头像的金币
valentinianus

425年10月23日，随着未被承认的西部皇帝约安尼斯被击败，瓦伦提尼安在罗马正式称帝。由于他依旧年幼（6岁），因此实际权力掌握在其母加拉·普拉西提阿手中。在狄奥多西二世干预下，普拉西提阿任命了费利克斯为西部全军统帅（「（步兵和骑兵）两军统帅」）。
约安尼斯此前曾派遣了埃提乌斯前往匈人处求援，尽管约安尼斯已经被击败并处死，但是埃提乌斯还是成功游说匈人并且率领着一支匈人军队来到了意大利。拉文纳朝廷随即与这支军队谈判，匈人军队同意离开，而埃提乌斯得到了高卢主帅的职务。随着匈人撤离，费利克斯于427—428年着手重建了帝国在多瑙河的防御。

#### 平定高卢
426—428年，埃提乌斯在高卢先后击败了西哥特人和法兰克人，平定了当地的局势。

#### 三将争权

##### 费利克斯与博尼法斯的内战
此时，在帝国内有三名实力强大的将领——全军统帅费利克斯、高卢主帅埃提乌斯，以及阿非利加大都督博尼法斯，三人之间爆发了激烈的权力斗争。427年，普拉西提阿召博尼法斯来到拉文纳，被拒绝。随后费利克斯让元老院指控博尼法斯叛国并要求他回到意大利受审，但是博尼法斯击败了费利克斯的军队。429年，普拉西提阿将埃提乌斯任命为次级全军统帅（御前骑兵统帅，仍然居于费利克斯之下）。430年，费利克斯在兵变中被杀，据称幕后黑手是埃提乌斯。同时，博尼法斯也与帝国政府达成和解，可能是因为汪达尔人的迁徙。

##### 汪达尔人的迁徙
429年5月，在盖萨里克领导下，汪达尔人穿越直布罗陀海峡，抵达廷吉塔纳毛里塔尼亚，踏上了罗马帝国的非洲领土。由于罗马的内战，汪达尔人几乎没有遇到太多抵抗，至430年已经占领了整个凯撒毛里塔尼亚行省。5月，博尼法斯率军在卡拉马与汪达尔人交战，败绩。汪达尔人随后围攻希波。围城持续了十余个月，奥古斯丁在此期间去世。431年8月，随着由阿斯帕尔率领的东罗马援军抵达，汪达尔人解除了围困。432年初，博尼法斯与阿斯帕尔的对汪达尔人发起联合进攻，再败。希波亦被汪达尔人占领。

##### 博尼法斯与埃提乌斯的内战
尽管博尼法斯在北非作战不利，但是担心埃提乌斯权势过大的太后还是于432年召博尼法斯入朝，提拔他为全军统帅，并且授予他勋贵头衔，以制衡埃提乌斯。埃提乌斯虽然获得了这一年执政官的荣誉，但是被罢免了军职。
太后的任命立刻引爆了局势，埃提乌斯担心自己即将垮台，遂抗命并率领军队向拉文纳进军。而博尼法斯则率领自己的私兵对抗埃提乌斯。双方在拉文纳附近的里米尼爆发战斗，博尼法斯取得胜利，埃提乌斯被允许退休并回到庄园养老。
然而博尼法斯本人在战斗中负伤，不到数月便去世了。他的女婿塞巴斯蒂安继承了他的职务。
塞巴斯蒂安在罗马军队中不受欢迎，而埃提乌斯则逃离并投奔了他的朋友匈人王卢阿，并且得到了支持。433年，埃提乌斯率领着匈人大军反攻意大利，塞巴斯蒂安无力抵抗，逃亡至帝国东部君士坦丁堡。埃提乌斯被任命为全军统帅。至437年太后摄政结束后，埃提乌斯独揽大权。

### 埃提乌斯掌权（433—454）
埃提乌斯掌权时，政权中心近十年的政治无能在帝国各地都显现出后果。高卢西北部的布列塔尼地区，巴高达运动已经建立起政权。高卢西南部盘踞着西哥特人，莱茵河边界及阿尔卑斯山麓有法兰克人、勃艮第人和阿勒曼尼人，希斯帕尼亚西北有苏维汇人，非洲有汪达尔人和阿兰人。中央政府所能有效控制的地区仅有意大利、西西里和高卢东南部。
437年，瓦伦提尼安成年并前往君士坦丁堡迎娶了狄奥多西二世的女儿利西尼娅·欧多西娅，太后普拉西提阿的摄政结束，瓦伦提尼安名义上亲政。
埃提乌斯在此期间，通过自己的军事洞察力和战斗胜利延续了西罗马帝国，也巩固了自己的地位。到公元440年，有关政策和人事任命的重要决策都是由埃提乌斯制定，而瓦伦提尼安几乎成为了彻底的傀儡。

#### 与汪达尔人的和议
埃提乌斯掌权后，与东部皇帝狄奥多西二世保持了良好的关系。东部继续派遣阿斯帕尔支援阿非利加的战事。435年2月11日，汪达尔人和阿兰人与罗马达成和议。罗马承认他们对毛里塔尼亚和努米底亚部分地区的占领，不过最富庶的迦太基地区（阿非利加和拜扎凯纳行省）依旧在罗马控制下。

#### 再平高卢与希斯帕尼亚
436—439年，埃提乌斯将主要精力集中在高卢，他通过将潘诺尼亚萨瓦河沿岸的土地割让给匈人，得到了匈人持续的军事援助。在此期间，他镇压了巴高达运动，重创了叛乱的勃艮第人，迫使其臣服，并将他们安置在日内瓦湖附近。随后又在439年击败西哥特人，迫使他们恢复了418年君士坦提乌斯时期与罗马的条约。另外，他通过外交施压，迫使希斯帕尼亚的苏维汇人与当地人达成和解。至439年，罗马高卢与希斯帕尼亚基本恢复了秩序。

#### 阿非利加的丢失
公元439年10月，汪达尔国王盖萨里克撕毁和约，出兵一举夺下阿非利加和拜扎凯纳。埃提乌斯向东部皇帝狄奥多西二世求援。东西罗马随后聚集起了一支庞大的舰队，准备于440年收复阿非利加，然而由于匈人对东罗马构成威胁，最终计划取消。
442年，西罗马不得不与盖萨里克再次签署和约，承认盖萨里克统治阿非利加和拜扎凯纳，但是收回了毛里塔尼亚和努米底亚。盖萨里克获得了“盟邦国王和友人”的头衔，成为了帝国的藩属王，并且与皇室联姻，盖萨里克的长子胡内里克被派到罗马做人质并与瓦伦提尼安的女儿欧多西娅订婚。
阿非利加的丢失严重打击了西罗马的粮食供应和财政。40年代，西罗马政府颁布了一系列法令来扩大税收，包括撤销帝国特别减免税收的所有现有措施、削减政府官员外出收税时额外留给自己的份额、原先享受税收优惠而从国库按年租用的土地，现在要按正常税率收税、对教会用地征税、取消高级权贵土地的免杂税特权等等。

#### 与匈人的战争
40年代，瓦伦提尼安任命匈人王阿提拉为名誉全军统帅以安抚匈人。阿提拉在这一时期主要攻击东部帝国，但是一直在图谋攻取西部。449年，瓦伦提尼安的姐姐霍诺利亚与侍卫长私通。瓦伦提尼安遂将她送入修道院软禁并且准备将她嫁给一位不受欢迎的罗马元老。霍诺利亚随即派遣太监携带戒指向阿提拉求援，阿提拉以此为借口，向帝国西部开战。
451年6月20日，由埃提乌斯指挥的罗马同盟军与阿提拉率领的匈人大军在沙隆爆发战斗。阿提拉被击败。452年，阿提拉重新集结部队，攻击意大利，占领并洗劫了阿奎莱亚。瓦伦提尼安派出教宗良一世以及两名元老和谈。由于阿提拉的军队爆发了瘟疫，阿提拉接受了和谈并撤退。

### 掌握实权（455）
453年，随着匈人王阿提拉去世，匈人陷入内斗，不再对罗马帝国构成重大威胁。瓦伦提尼安三世在元老马克西穆斯，以及内务总管、宦官希拉克略（或译赫拉克里乌斯）的怂恿下决定除掉一直以来掌握大权的埃提乌斯。
454年9月21日，在埃提乌斯入宫汇报财政情况时，瓦伦提尼安与希拉克略拔剑攻击埃提乌斯，将他杀死。
埃提乌斯正在解释财务状况，计算税收。瓦伦提尼安三世突然大吼一声，从皇位上跳起，大呼自己再也不想被这种背信弃义的行为折磨……埃提乌斯没有料到皇帝会恼羞成怒，一时不知所措，正试图平息他的怒火。此时，瓦伦提尼安三世拔出长剑，赫拉克里乌斯在披风下也藏了一把刀，随时准备行动……两人一同扑向他。——普里斯库斯
普里斯库斯还记载，当瓦伦提尼安向近臣吹嘘自己如何杀死了埃提乌斯时，一名顾问回答说：“我只看到你用左手砍掉了自己的右手。”

### 死亡
埃提乌斯死后，瓦伦提尼安未能控制住局势。455年3月16日，两名埃提乌斯的旧部刺杀了瓦伦提尼安三世。据说是被佩特罗尼乌斯·马克西穆斯指使，因为瓦伦提尼安奸淫了马克西穆斯的妻子。
瓦伦提尼安三世决定到［罗马的］战神广场去骑马……他下马后，正要离开去练习箭术，奥普提拉及其随从……袭击了他。奥普提拉击中他的头部，并在瓦伦提尼安三世转身看谁袭击他之时再次击中他的脸部。特劳斯提拉砍倒赫拉克里乌斯。两人夺走皇帝的皇冠和骏马，骑上马前去找马克西姆斯。——普里斯库斯

## 性格、评价与遗产
至他去世时，西罗马帝国已经趋于瓦解，几乎整个北非、整个西班牙西部和高卢的大部分地区都已脱离罗马人之手。他被描述为被宠坏、爱享乐，深受巫师和占星家的影响，但也虔诚于宗教，为罗马和拉文纳的圣劳伦斯教堂做出贡献。
此外，他与表兄狄奥多西二世共同颁布了《狄奥多西法典》，这是罗马法制史上的一个里程碑。
18至20世纪的许多史学家，包括爱德华·吉本和J·B·伯里都对瓦伦丁尼安三世持非常负面的看法：
他忠实地继承了其表兄和两位舅舅（译注：分别指狄奥多西二世、阿卡狄乌斯与霍诺留）与生俱来的软弱，却没有继承他们性格中那种能弥补其精神与能力不足的温和、纯良与无邪。瓦伦提尼安的过错更难被原谅，因为他有欲望却无德行；甚至他的信仰也值得怀疑；尽管他从未偏离正统教义而误入异端，但他对魔法和占卜这些亵渎神明的技艺的沉迷，却令虔诚的基督徒们深感愤慨。——爱德华·吉本，罗马帝国衰亡史
尽管瓦伦提尼安统治了三十年之久，但他对其帝国命运的影响力，甚至还不如他的舅舅霍诺留。他一生中唯一的闪光时刻，便是当他被埃提乌斯意图与皇室联姻的傲慢所激怒时，亲手将他刺杀。他本以为除掉的是自己的主宰，却发现杀死的其实是自己的保护者。最终，他沦为一场针对其王位的阴谋的首个牺牲品，束手无策地倒下。——J·B·伯里，晚期罗马帝国史
现代学者虽然同样不认为瓦伦提尼安三世是位有能力的君主，但更倾向于强调西罗马帝国当时面临的是深刻的、结构性的危机（财政枯竭、兵源不足、蛮族大规模迁徙），不应过于强调瓦伦提尼安这样一个非实权君主对于帝国衰落的责任。